# Tašlihan
Tašlihan (u prijevodu kameni han) je bivši karavan-saraj koji se nalazio na mjestu sadašnjeg vrta hotela "Evropa" u Sarajevu. On je treći po redu izgrađeni kameni karavan-saraj u Sarajevu. Izgrađen je u razdoblju od 1540. do 1543. godine iz zaostavštine Gazi Husrev-bega, poslije njegove smrti. Dograđen je uz Gazi Husrev-begov bezistan, s njegove zapadne strane. Bio je kvadratne osnovice, duljine 47 metara. U svome dvorištu imao je šadrvan (kamena fontana), na čijim je stupovima bila mala džamija. Na katu su bile sobe za putnike. Domaći i strani trgovci imali su svoje radnje u okviru Tašlihana. Smatra se da je ovaj karavan-saraj služio više trgovini nego prometu putnika. Požar iz 1879. godine teško je oštetio Tašlihan i učinio ga neupotrebljivim.

## Ostatci Tašlihana
U okviru projekta sanacije, rekonstrukcije i dogradnje hotela "Evropa", od 5. lipnja do 13. srpnja 1998. godine, obavljena su arheološka istraživanja u dijelu ljetnog vrta hotela. Tijekom istraživanja otkriven je dio temelja i masivnih zidova hana.
Godine 2007. Arheološko područje-ostatci Tašlihana proglašeni su nacionalnim spomenikom Bosne i Hercegovine.